# Daïra de Djimla
La daïra de Djimla est une daïra d'Algérie située dans la wilaya de Jijel et dont le chef-lieu est la ville éponyme de Djimla.

## Localisation
La daïra est située au sud de la wilaya de Jijel.

## Communes de la daïra
La daïra est composée de deux communes : Boudriaa Ben Yadjis et Djimla.